# Jan Hachran
Jan Hachran (7. prosince 1994 Ústí nad Labem) je český umělec a výtvarník zabývající se sítotiskem, tvorbou vlastních šperků a návrhy výrobků ze skla. U svých děl používá neologický umělecký směr magický ornamentalismus.[ujasnit]

## Život
Student medicíny zabývající se evropskou esoterickou tradicí.
Účastník výstav vlastních děl.